# Cosmic Call
«Cosmic Call» («Космический зов») — общее название двух радиопосланий к нескольким звёздам солнечного типа. Первый Cosmic Call, адресованный четырём звёздам, был отправлен летом 1999 года; второй Cosmic Call был передан к пяти звёздам летом 2003 года. Содержание отправленных сообщений представляет собой краткую энциклопедию человеческих знаний об окружающем мире. Средства на программу оба раза были получены от множества частных лиц — помимо научной части сообщения в космос на коммерческой основе также передавались сообщения всех желающих.

## Выбор адресатов
Все адресаты для посланий выбирались из перечня Института SETI, при этом к ним предъявлялся ряд требований:
- звезда должна принадлежать к Главной последовательности;
- звезда должна иметь постоянную светимость;
- возраст звезды должен лежать в интервале от 4 до 7 миллиардов лет;
- предпочтение отдавалось звёздам с близким к солнечному спектральным классом, особенно тем, у которых есть собственные планеты (именно такие планеты могут быть пригодны для возникновения жизни; в случае, если планета или планетная система есть, желательно, чтобы орбиты этих экзопланет имели малый эксцентриситет);
- влияло на выбор также положение звезды на небе относительно предпочтительных направлений (на примечательные астрономические объекты, на центр или антицентр Галактики, а также недалеко от плоскости эклиптики); также желательно, чтобы и Солнечная система наблюдалась со стороны адресата на фоне примечательных астрономических объектов — тогда, возможно, другие цивилизации смогут обнаружить сообщение в процессе обычных астрономических наблюдений.

## Техническая база
Для передачи сообщений предполагалось использовать радиотелескопы в Аресибо или Голдстоуне, однако это не удалось из-за плотного графика работ на этих телескопах по научным программам.

## Cosmic Call 1999
В 1999 году А. Л. Зайцев обосновал предложение и разработал проект использования 70-м антенны и передатчика Евпаторийского планетного радиолокатора для отправки радиопосланий к окрестным звездам солнечного типа. Под его научным руководством было скомпоновано и передано по четырём адресам первое многостраничное межзвездное радиопослание (МРП) «Cosmic Call».
Cosmic Call 1999 стал вторым после Аресибского послания 1974 года радиосообщением, целенаправленно созданным и отправленным для внеземных цивилизаций.
Способ формирования остался c 1974 года неизменным: каждая из двадцати трёх страниц послания представляет собой последовательность из 16129 двоичных символов, допускающую единственное целочисленное разложение в виде квадратной матрицы 127×127. Несколько первых страниц являются вводными, они необходимы для прочтения остального сообщения. Самая первая страница посвящена числам, вторая — арифметическим операциям, третья — экспоненциальной записи. На последующих страницах были размещены сведения по астрономии, биологии, географии, космологии. Двадцать первая страница описывает антенну и передатчик евпаторийского радиотелескопа. Последняя, двадцать третья страница, содержит приглашение любому, кто прочитал послание, откликнуться и сообщить сведения о себе.
Послание было разделено на две части. В первую, помимо энциклопедии, было включено Аресибское послание. Вторая часть содержала имена и письма тех, на чьи средства был выполнен проект. Всего в космос было передано около 50000 сообщений землян самого разного содержания, например:
— Остановись и скажи «привет». Майкл, 27 лет, США

— Живите долго и счастливо. Джад, 68 лет, Великобритания

— Моему брату, папе и маме я желаю счастья. Коди, 9 лет, США

— Бразилия — чемпион! Жулио, 34 года, Бразилия

— Вы не одни. Василий, 29 лет, Россия
Общая длина послания превышала 1,7 миллиона двоичных символов.

### Сеансы передачи
В качестве адресатов из перечня Института SETI были выбраны пять звёзд, однако в итоге к HD 190067 в созвездии Орла сообщение отправлено не было.
| Звезда    | Обозначение | Расстояние (св. г.) | Созвездие | Дата отправления      | Начало (UT) | Окончание (UT) | Дата приёма  |
| --------- | ----------- | ------------------- | --------- | --------------------- | ----------- | -------------- | ------------ |
| 16 Лебедя | HD 186408   | 70,5                | Лебедь    | 24 мая 1999           | 16:20:00    | 20:15:03       | Ноябрь 2069  |
|           | HD 178428   | 68,3                | Стрела    | 30 июня 1999          | 16:45:00    | 20:40:15       | Октябрь 2067 |
| 15 Стрелы | HD 190406   | 57,6                | Стрела    | 30 июня — 1 июля 1999 | 21:10:00    | 01:05:02       | Февраль 2057 |
| Глизе 777 | HD 190360   | 51,8                | Лебедь    | 1 июля 1999           | 01:22:00    | 05:17:01       | Апрель 2051  |

Для передачи использовалась частотная модуляция с девиацией 24 кГц («0» соответствовал сдвигу −24 кГц, а «1» — +24 кГц). Для борьбы с замираниями первая часть послания излучалась к каждой из звёзд трижды, вторая часть передавалась лишь один раз. Между отдельными сообщениями делались пятисекундные паузы, во время которых излучалась немодулированная несущая.

## Cosmic Call 2003
Следующий Cosmic Call планировалось провести на следующий год, 14 февраля 2000 года, в День святого Валентина. Однако программа состоялась только 6 июля 2003 года, через четыре года после первой.

### Сеансы передачи
| Звезда          | Обозначение           | Расстояние (св. г.) | Созвездие         | Дата отправления | Дата приёма   |
| --------------- | --------------------- | ------------------- | ----------------- | ---------------- | ------------- |
|                 | HIP 07918 / HD 10307  | 41,2                | Андромеда         | 6 июля 2003      | Сентябрь 2044 |
|                 | HIP 26335 / HD 245409 | 37,1                | Орион             | 6 июля 2003      | Август 2040   |
| 55 Рака         | HIP 43587 / HD 75732  | 40,9                | Рак               | 6 июля 2003      | Май 2044      |
| 47 Б. Медведицы | HIP 53721 / HD 95128  | 45,9                | Большая Медведица | 6 июля 2003      | Май 2049      |
|                 | HIP 4872              | 32,8                | Кассиопея         | 6 июля 2003      | Апрель 2036   |